# Samuel Dickinson
Pour les articles homonymes, voir Dickinson.
Samuel Dickinson né le 11 juillet 1997 à York en Angleterre  est un triathlète  professionnel anglais.

## Biographie
Samuel Dickinson est vice-champion d'Europe espoirs de triathlon 2016 à Lisbonne au Portugal et vice-champion du monde espoirs de triathlon 2018 à Gold Coast en Australie.

## Palmarès
Les tableaux présentent les résultats les plus significatifs (podium) obtenus sur le circuit national et international de triathlon et d'aquathlon depuis 2018,.
| Année | Compétition                                | Pays     | Position           | Temps           |
| ----- | ------------------------------------------ | -------- | ------------------ | --------------- |
| 2022  | Coupe d'Europe - Etape sprint de Coimbra   | Portugal | Médaille de bronze | 50 min 34 s     |
| 2019  | Coupe d'Europe - Etape sprint de Tartu     | Estonie  | Médaille d'or      | 51 min 40 s     |
| 2019  | Coupe d'Europe - Etape sprint de Constanta | Roumanie | Médaille d'or      | 58 min 11 s     |
| 2019  | Coupe d'Europe - Etape sprint de Funchal   | Portugal | Médaille d'argent  | 52 min 0 s      |
| 2019  | Coupe du monde - l'étape de Karlovy Vary   | Tchéquie | Médaille d'or      | 1 h 56 min 11 s |
| 2019  | Championnats d'Europe de triathlon sprint  | Russie   | Médaille d'argent  | 0 h 52 min 4 s  |
| 2018  | Championnats d'Europe d'aquathlon          | Espagne  | Médaille de bronze | 28 min 22 s     |

| Année | Compétition                       | Pays      | Position          | Temps           |
| ----- | --------------------------------- | --------- | ----------------- | --------------- |
| 2022  | WTS Hambourg                      | Allemagne | Médaille d'or     | 1 h 20 min 50 s |
| 2022  | Jeux du Commonwealth - Birmingham | Australie | Médaille d'or     | 1 h 16 min 40 s |
| 2022  | Championnats du monde             | Canada    | Médaille d'argent | 1 h 27 min 37 s |
| 2021  | Championnats d'Europe             | Autriche  | Médaille d'or     | 1 h 9 min 18 s  |